# JTV 저녁뉴스
《JTV 저녁뉴스》는 JTV TV에서 매주 평일 오후 5시 35분에 방송 중인 전북 지역 저녁 종합 뉴스 프로그램이다.

## 방송 시간
| 방송 채널 | 방송 기간                           | 방송 시간                                 |
| --------- | ----------------------------------- | ----------------------------------------- |
| JTV       | 1997년 9월 1일 ~ 2006년 7월 16일    | 매일 오후 6시 10분 ~ 오후 6시 20분 (10분) |
| JTV       | 2006년 7월 17일 ~ 2007년 12월 30일  | 매일 오후 7시 ~ 오후 7시 15분 (15분)      |
| JTV       | 2007년 12월 31일 ~ 2015년 11월 22일 | 매일 오후 5시 15분 ~ 오후 5시 30분 (15분) |
| JTV       | 2015년 11월 23일 ~ 2017년 6월 4일   | 매일 오후 5시 50분 ~ 오후 6시 5분 (15분)  |
| JTV       | 2020년 3월 30일 ~ 2020년 4월 19일   | 매일 오후 5시 35분 ~ 오후 5시 50분 (15분) |
| JTV       | 2020년 9월 21일 ~ 현재              | 매일 오후 5시 35분 ~ 오후 5시 50분 (15분) |
| JTV       | 2019년 4월 15일 ~ 2019년 5월 12일   | 매일 오후 5시 40분 ~ 오후 5시 55분 (15분) |
| JTV       | 2017년 9월 18일 ~ 2019년 4월 14일   | 매일 오후 5시 45분 ~ 오후 6시 (15분)      |
| JTV       | 2019년 5월 13일 ~ 2020년 3월 29일   | 매일 오후 5시 45분 ~ 오후 6시 (15분)      |
| JTV       | 2020년 4월 20일 ~ 2020년 9월 20일   | 매일 오후 5시 45분 ~ 오후 6시 (15분)      |
| JTV       | 2017년 6월 5일 ~ 2017년 9월 17일    | 매일 오후 5시 55분 ~ 오후 6시 10분 (15분) |

## 앵커
| 대수 | 진행자             | 진행 기간                         | 비고  |
| ---- | ------------------ | --------------------------------- | ----- |
| 1대  | 서주영 아나운서    | 2019년 일자 미상 ~ 2023년 4월 9일 |       |
| 2대  | 민세정 아나운서    | 2023년 4월 10일 ~ 2024년 3월 31일 | [ 1 ] |
| 3대  | 김나연 前 아나운서 | 2024년 4월 1일 ~ 2024년 8월 25일  |       |
| 4대  | 노소정 아나운서    | 2024년 8월 26일 ~ 2024년 9월 30일 |       |
| 5대  | 도승민 아나운서    | 2024년 10월 1일 ~ 현재            |       |

## 타이틀 변천사
- 현재 타이틀은 2012년 1월 1일을 기준으로 한다.

| 기수 | 프로그램 타이틀   | 방송 기간                           |
| ---- | ----------------- | ----------------------------------- |
| 1기  | JTV 헤드라인 뉴스 | 1997년 9월 1일 ~ 2006년 7월 16일    |
| 2기  | JTV 뉴스 7        | 2006년 7월 17일 ~ 2007년 12월 30일  |
| 3기  | JTV 이브닝뉴스    | 2007년 12월 31일 ~ 2011년 12월 31일 |
| 4기  | JTV 저녁뉴스      | 2012년 1월 1일 ~ 현재               |

## 편성 변경
- 2023년 11월 17일 : 오후 5시 30분부터 《JTV 토닥 (재방송)》 편성으로 인해 20분 앞당겨 편성

## 경쟁 프로그램
- KBS 뉴스 7 전북 (KBS 전주 1TV)
- MBC 5시 뉴스와 경제 전북권뉴스 (전주MBC TV)